# Arctia lunulata
Arctia lunulata là một loài bướm đêm thuộc phân họ Arctiinae, họ Erebidae.